# المربية الأولى
المربية الأولى (بالإنجليزية: First Yaya)‏ هي مسلسل تلفزيوني فلبيني تم بثه على جي إم أي الشبكة في عام 2021.

## روابط خارجية
- المربية الأولى على موقع IMDb (الإنجليزية)
- المربية الأولى على موقع كينوبويسك (الروسية)